# 溫納貝戈湖
溫納貝戈湖（英語：Lake Winnebago）是位於美國威斯康星州東部的一個淡水湖，面積557平方公里，是威斯康星州面積最大的湖泊。溫納貝戈湖南北長30英里（48公里）、寬10英里（16公里）、湖岸周長88英里（142公里）、平均水深15.5英尺（4.7公尺）、最深水深21英尺（6.4英尺）。西岸有眾多暗礁及數座島嶼，東岸則較為陡峭。

## 外部連結
- Current lake data （页面存档备份，存于） from the United States Army Corps of Engineers
- Fishing maps and data （页面存档备份，存于） from Lake-Link.com
- Glacial Lake Oshkosh